# Ubari (Líbia)
Ubari ou Aubari (em árabe: أوباري‎; romaniz.: Awbari) é uma cidade e região da Líbia.